# Wieprzyce Dolne
Wieprzyce Dolne (prononciation : [vjɛˈpʂɨt͡sɛ ˈdɔlnɛ]) est un village polonais de la gmina de Bogdaniec dans le powiat de Gorzów de la voïvodie de Lubusz dans l'ouest de la Pologne.
Il se situe à environ 6 kilomètres au sud-est de Bogdaniec (siège de la gmina) et 13 kilomètres au sud-ouest de Gorzów Wielkopolski (siège du powiat).
7 kilomètres (4 mi) est de Bogdaniec et 8 km (5 mi) sud-ouest de Gorzów Wielkopolski.
Le village compte approximativement une population de 190 habitants.

## Histoire
Avant 1945, ce village était sur le territoire allemand. (voir Évolution territoriale de la Pologne)
De 1975 à 1998, le village appartenait administrativement à la voïvodie de Gorzów.

Depuis 1999, il appartient administrativement à la voïvodie de Lubusz.